# Jezioro Wielki Bytyń
Jezioro Wielki Bytyń este o arie protejată (sit de importanță comunitară — SCI) din Polonia întinsă pe o suprafață de 2.017,05 ha, integral pe uscat.

## Localizare
Centrul sitului Jezioro Wielki Bytyń este situat la coordonatele 53°17′29″N 16°16′22″E / 53.2913°N 16.2727°E.

## Înființare
Situl Jezioro Wielki Bytyń a fost declarat sit de importanță comunitară în aprilie 2004 pentru a proteja 8 specii de animale.

## Biodiversitate
Situată în ecoregiunea continentală, aria protejată conține 12 habitate naturale: Ape puternic oligomezotrofe cu vegetație bentonică cu Chara spp., Lacuri eutrofice naturale cu vegetație de tip Magnopotamion sau Hydrocharition, Pajiști uscate europene, Pajiști cu Molinia pe soluri calcaroase, turboase sau argilos-nămoloase (Molinion caeruleae), Mlaștini turboase de tranziție și turbării mișcătoare, Mlaștini alcaline, Păduri de fag Luzulo-Fagetum, Păduri de fag Asperulo-Fagetum, Păduri de stejar sau de stejar și carpen sub-atlantice și medio-europene de Carpinion betuli, Mlaștini împădurite, Păduri aluvionare cu Alnus glutinosa și Fraxinus excelsior (Alno-Padion, Alnion incanae, Salicion albae), Păduri mixte riverane de Quercus robur, Ulmus laevis și Ulmus minor, Fraxinus excelsior sau Fraxinus angustifolia, de-a lungul marilor râuri (Ulmenion minoris).
La baza desemnării sitului se află mai multe specii protejate:
- amfibieni (2): buhai de baltă cu burta roșie (Bombina bombina), triton cu creastă (Triturus cristatus)
- mamifere (3): zimbru (Bison bonasus), castor (Castor fiber), vidră de râu (Lutra lutra)
- pești (2): zvârluga (Cobitis taenia), boarță (Rhodeus amarus)
- reptile (1): țestoasa de baltă (Emys orbicularis)

Pe lângă speciile protejate, pe teritoriul sitului au mai fost identificate 21 de specii de plante, 4 specii de amfibieni, 3 specii de mamifere, 2 specii de nevertebrate, 2 specii de pești, 5 specii de reptile.